# کارسون (داکوتای شمالی)
کارسون(به انگلیسی: Carson) شهری در ایالت داکوتای شمالی کشور ایالات متحده آمریکا است که جمعیت آن در سرشماری سال ۲۰۱۰ میلادی، ۲۹۳ نفر بوده‌است.